# Электрический рубанок

Ручной электрический рубанок «Интерскол»

Электрический рубанок — ручной или стационарный деревообрабатывающий электроинструмент для строгания.

## Описание
Рабочий орган такого рубанка — ножевой барабан, имеющий также два съёмных ножа и расположенный внутри корпуса на опорной плите (или лыже, как её ещё называют). Ширина строгания у легких ручных электрорубанков(соответственно длина используемых ножей) 50, 75, 82, 100, 110 мм. Ножи могут быть двух- и односторонними. Последние могут затачиваться. Как правило на барабане устанавливают два ножа, но бывают и исключения (Рубанок фирмы СПАРКИ Р382, например, имеет три ножа).Дополнительные ножи продаются в магазинах тоже парами.
Выброс стружки осуществляется через специальный патрубок к которому может быть подсоединен строительный пылесос или пылесборный мешок. Выброс стружки как правило осуществляется в правую сторону, но иногда встречаются модели с возможностью выброса в обе стороны по выбору пользователя.
Регулятор глубины строгания как правило является одновременно передней рукояткой. Глубина строгания регулируется в большинстве случаев от 0 до 3,5 мм.
Ширина строгания может регулироваться с помощью специального бокового упора. В комплект входит как правило один упор.

## Конструкция
Электрорубанок состоит из:
- корпуса, имеющего ручку-упор;

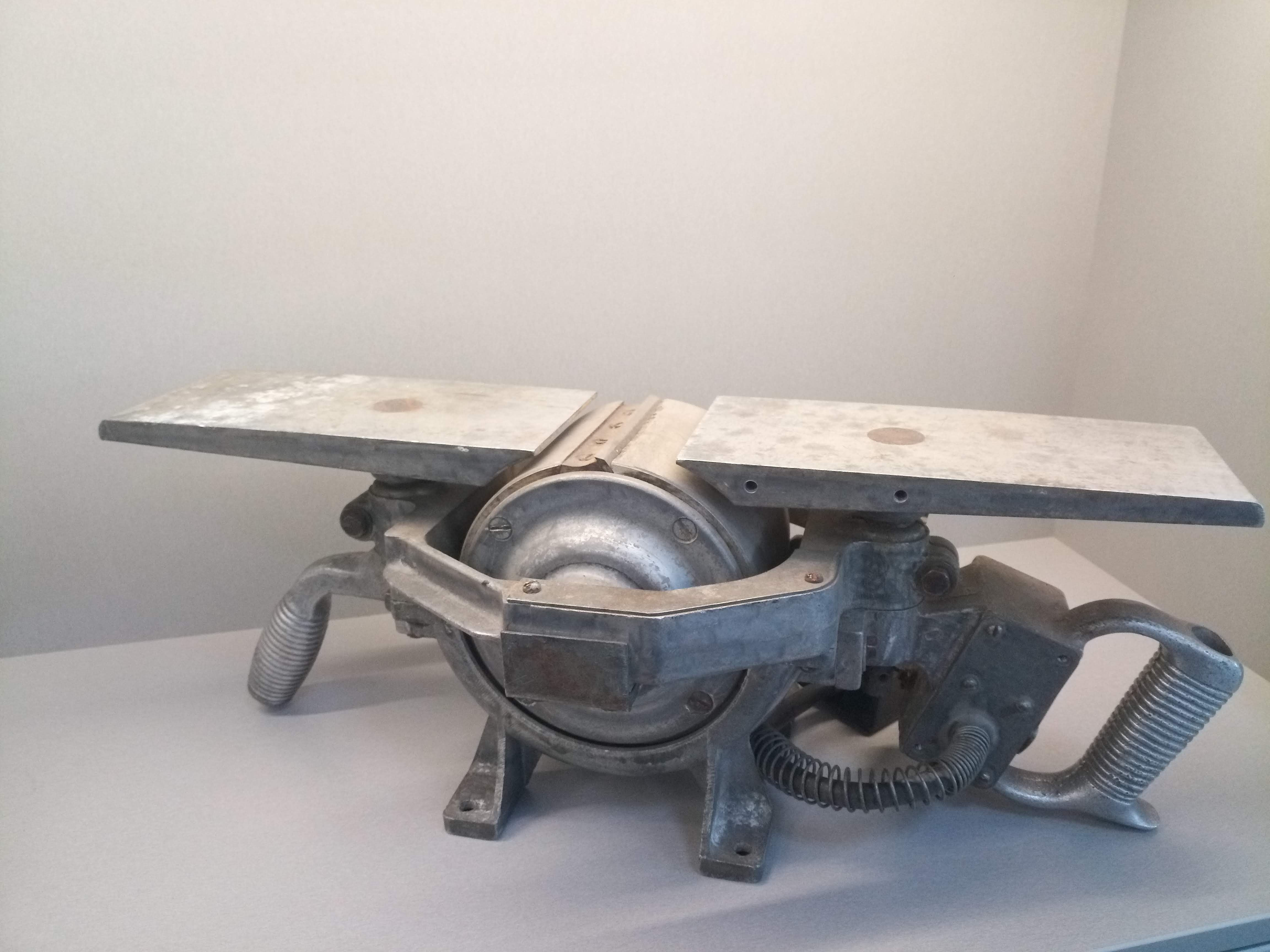
Электрорубанок с вращающимся ротором и неподвижным якорем

- передней опоры с механизмом, помогающим регулировать глубину строгания;
- электродвигателя;
- редуктора;
- кабеля со штепсельной вилкой.

## Разновидности
- Ручной — с универсальным коллекторным двигателем (УКД).
- Стационарный — с асинхронным электродвигателем.

Электрорубанки могут быть как сетевыми (220—230В), так и аккумуляторными (18В).

## Характеристики требующие особого внимания
- Ширина строгания – т.е. длина ножа. В широком производстве существует пять вариантов данного показателя: 50, 75, 82, 100, 110 мм, для бытового использования, чаще всего выбирают среднее значение – 82 мм. Ширина строгания может регулироваться с помощью специального бокового упора (не всегда производитель комплектует инструмент боковым упором)
- Регулятор глубины строгания – в большинстве случаев регулируется от 0 до 3,5 мм. Часто регулятор глубины строгания является передней рукояткой.
- Выброс стружки – осуществляется через специальный патрубок, к нему можно подключить строительный пылесос, или мешочек для сбора стружки. На разных моделях инструмента патрубок может быть односторонний или двухсторонний.